# میلدرد النگو
میلدرد النگو (به انگلیسی: Mildred Alango) زاده ۱۰ مارس ۱۹۸۹ است. او تکواندوکار کشور کنیا است.